# Belisario (opera)
Belisario è un'opera in tre atti di Gaetano Donizetti su libretto di Salvadore Cammarano. L'opera debuttò alla Fenice di Venezia il 4 febbraio 1836. L'opera, nonostante il buon successo seguito al debutto, grazie alla compagnia di canto, uscì dal repertorio entro la fine del XIX Secolo. Le prime riprese dell'opera avvengono nel 1969 alla Fenice, con Giuseppe Taddei nel ruolo del titolo e Leyla Gencer quale Antonina. Dopo numerose registrazioni live, la prima incisione in studio è registrata nel 2012 a cura dell'etichetta discografica Opera Rara.

## Cast della prima assoluta
| Personaggio           | Interprete          |
| --------------------- | ------------------- |
| Antonina              | Carolina Ungher     |
| Irene                 | Antonietta Vial     |
| Belisario             | Celestino Salvatori |
| Giustiniano           | Saverio Giorgi      |
| Alamiro               | Ignazio Pasini      |
| Eudora                | Amalia Badessi      |
| Eutropio              | Adone Dell'Oro      |
| Eusebio Ottario       | Giovanni Rizzi      |
| Direttore d'orchestra | Gaetano Mares       |

## Trama

### Parte prima: Il trionfo
Bisanzio aspetta il ritorno dell'eroe Belisario, reduce dall'ennesimo trionfo. Mentre la figlia Irene si strugge di gioia nel rivedere il padre amato, la moglie Antonina freme di rabbia: costei ha saputo dal servo Proclo, in punto di morte, che il marito gli aveva ordinato di uccidere il primo figlio Alessi, ma, non avendo il coraggio di farlo, aveva abbandonato il bambino in fasce sulla riva del mare. La donna ha architettato con Eutropio, suo complice nella vendetta e amante, un piano: i due hanno falsificato una lettera di Belisario ricevuta da Antonina, per accusarlo di fellonia e tradimento verso l'imperatore Giustiniano.

L'imperatore frattanto riceve Belisario, le sue truppe e i prigionieri di guerra: il comandante chiede la grazia per essi, e Giustiniano gliela concede. Uno solo dei prigionieri però non vuole  abbandonarsi dal fianco di Belisario, Alamiro, verso il quale il condottiero nutre uno strano sentimento di amore paterno che non sa spiegarsi. Alamiro, che gli racconta di essere greco di origine ma di essere stato abbandonato in tenera età, chiede di poterlo seguire sempre, e Belisario glielo accorda.

Giunto in casa, Belisario non fa in tempo a riabbracciare moglie e figlia che riceve da parte di Eutropio l'ordine di Giustiniano di consegnargli la spada e di seguirlo al Senato. La vendetta di Antonina ha inizio: Eutropio accusa Belisario di aver macchinato un colpo di stato e di aver attentato alla vita dell'imperatore, e porta come testimonianza dell'accusa la lettera contraffatta indirizzata alla consorte. Belisario, nel vederla, comprende di essere vittima di una macchinazione, e chiede alla moglie di smentire l'accusa: Antonina però replica che quella lettera è vera, e oltre ad accusare il marito di tradimento rende pubbliche le circostanza della morte del figlio Alessi. Belisario, sconvolto, afferma che ha ordinato la morte del bambino perché in un sogno scopriva che il figlio avrebbe portato l'impero bizantino alla rovina. Il condottiero viene incarcerato.

### Parte seconda: L'esilio
Fuori dal carcere, i partigiani di Belisario lamentano la sua orrenda sorte: Eutropio, approfittando dell'ordine imperiale che imponeva l'esilio al condottiero, di sua iniziativa aveva accecato Belisario. Alamiro, sconvolto e pieno di rancore verso la città e l'impero che ha trattato così il suo eroe, giura vendetta e parte via dalla città. 

L'unica rimasta accanto a Belisario è Irene, che si offre come guida per il cieco genitore, che viene condotto fuori dal carcere e gli viene portato appresso. Belisario ignora l'identità della sua guida, e solo quando le chiede il favore di portarlo a rivedere l'amata figlia Irene gli si palesa. Belisario si affligge per essere di peso alla figlia, ma Irene invoca la protezione di Dio su di loro e i due partono, scortati dalle guardie.

### Parte terza: La morte
Ai piedi del monte Emo, Irene e Belisario si imbattono nell'esercito dei nuovi invasori, gli Alani e i Bulgari, che, con sgomento scoprono essere comandati da Alamiro stesso, che vuole vendicare così il destino dell'eroe. Quando questi si palesa, Alamiro vuole riabbracciarlo, ma Belisario lo respinge accusandolo di aver tradito lui stesso e la sua patria e rinfacciandogli le sue origini greche: da questo alterco, Irene sussulta, quando scopre che Alamiro era stato rinvenuto da un Vandalo sulle rive di un mare, e racconta al padre che la madre le aveva raccontato delle colpe di Proclo. Una croce, che il bambino Alessi portava al collo come dono della madre, e il pugnale di Belisario con cui Proclo doveva ucciderlo e che Alamiro porta ancora con sé, consentono il riconoscimento: il giovane è il figlio di Belisario. La gioia del ricongiungimento tra padre e figli viene però interrotta dai preparativi bellici intorno a loro, che ricordano ad Alamiro/Alessi il suo giuramento di abbattere Bisanzio. Magnanimamente, Ottario, il capo dei barbari, consente ad Alessi di ricongiungersi alla famiglia e parte con l'esercito per Bisanzio. 

Nella città assediata, Giustiniano riceve Antonina, che, sconvolta dal rimorso, gli rivela tutta quanta la verità sulla trama ordita da lei e Eutropio. La confessione viene interrotta da Irene che alla madre rivela che il figlio non è morto e all'imperatore che Belisario ha rincorato le truppe greche che sono riuscite a sbaragliare l'assalto degli invasori. La gioia tuttavia è di breve durata, perché Alessi entra annunciando che Belisario è stato colpito a morte da una freccia scagliata dai nemici. L'eroe morente viene condotto al cospetto dell'imperatore, al quale chiede di vegliare su entrambi i figli. Antonina si avvicina al marito per chiedergli perdono, ma Belisario muore prima di poter dire qualcosa. La donna esprime tutto il suo dolore, mentre l'imperatore e il coro la maledicono per aver provocato la morte di Belisario.

## Struttura musicale
- Sinfonia

### Parte prima
- N. 1 - Coro d'introduzione e Cavatina Irene Serto di eterni lauri - Corri amica...voliam sulla sponda (Coro, Irene, Eudora)
- N. 2 - Cavatina Antonina Sin la tomba è a me negata (Antonina, Eutropio)
- N. 3 - Marcia O nume degli eserciti (Giustiniano, Coro)
- N. 4 - Coro e Duetto Belisario e Alamiro Invitto Belisario - Quando di sangue tinto
- N. 5 - Finale I Che mai sarà! - Da chi son io tradito!... - Sognai...fra genti...barbare... - Pera l'empio che offese natura (Coro, Giustiniano, Eutropio, Belisario, Alamiro, Irene, Antonina)

### Parte seconda
- N. 6 - Coro e Aria Alamiro Comando fu di Cesare - A sì tremendo annunzio (Coro, Alamiro, Irene, Eudora)
- N. 7 - Duetto Belisario e Irene Se vederla a me non lice

### Parte terza
- N. 8 - Coro e Terzetto Belisario, Irene e Alamiro Diffondasi terribile - Se il figlio stringere (Belisario, Irene, Alamiro, Ottario, Coro)
- N. 9 - Aria Finale Antonina Da quel dì, che l'innocente - Egli è spento, e del perdono (Antonina, Coro, Giustiniano, Irene, Alamiro, Belisario)

## Discografia
| Anno | Cast (Belisario, Antonina, Alamiro, Irene)                          | Direttore            | Etichetta   |
| ---- | ------------------------------------------------------------------- | -------------------- | ----------- |
| 1969 | Giuseppe Taddei, Leyla Gencer, Umberto Grilli, Mirna Pecile         | Gianandrea Gavazzeni | Opera D'Oro |
| 1981 | Renato Bruson, Mara Zampieri, Vittorio Terranova, Stefania Toczyska | Gianfranco Masini    | Myto        |
| 2012 | Nicola Alaimo, Joyce El-Khoury, Russell Thomas, Camilla Roberts     | Mark Elder           | Opera Rara  |